# Ключ 76
Ключ 76 (трад. и упр. 欠) — ключ Канси со значением «нехватка»; один из 34, состоящих из четырёх штрихов.
В словаре Канси есть 235 символов (из 49 030), которые можно найти c этим радикалом.

## История
Древняя идеограмма изображала человека с широко открытым ртом.
Кроме указанного значения иероглиф также означает: «недоставать, не хватать», «задолжать, быть в долгу».
В качестве ключевого знака иероглиф используется редко.

Вид в большой печати Чжуаньшу
Вид в малой печати Чжуаньшу

В словарях находится под номером 76.

## Примеры иероглифов
| Доп. штрихи | Иероглифы                                    |
| ----------- | -------------------------------------------- |
| 0           | 欠                                           |
| 2           | 次 欢                                        |
| 3           | 㰝 㰞                                        |
| 4           | 㰟 㰠 㰡 㰢 欣 欥 欦                         |
| 5           | 㰣 㰤 㰥 㰦 㰧 㰨 欪 欨 欩                   |
| 6           | 㰪 㰫 㰬 㰭 㰩 欫 欬 欭 欮 欯 欰 欱 𣢹       |
| 7           | 㰮 㰯 㰰 㰱 欲 欳 欴 欵 欶 欷 欸             |
| 8           | 㰲 㰳 㰴 㰵 㰶 㰸 欺 欻 欼 欽 款 欿 欹       |
| 9           | 㰺 㰻 㰼 㰽 㰾 㰹 歀 歁 歂 歃 歄 歅 歆 歇 歈 |
| 10          | 㰿 㱀 㱁 歊 歋 歌 歍 歉                      |
| 11          | 㱂 㱃 歎 歏 歐 歑 歒 歓                      |
| 12          | 歔 㱄 㱅 歚 歔 歕 歖 歗 歘 歙                |
| 13          | 㱆 㱇 㱈 㱉 歛 歜 歝                         |
| 14          | 歞 歟                                        |
| 15          | 㱊 歠                                        |
| 16          | 㱋                                           |
| 17          | 㱌 歡                                        |
| 19          | 㱍                                           |
| 21          | 㱎                                           |